# Landkreis Rottal-Inn
Landkreis Rottal-Inn ligger i den sydlige del af det bayerske Regierungsbezirk Niederbayern i Tyskland. Den grænser mod øst til Landkreis Passau, mod syd (omkring byen Simbach am Inn) Oberösterreichske Bezirk Braunau am Inn, mod sydvest til de oberbayerske Landkreise Altötting og Mühldorf am Inn, mod vest til Landkreis Landshut og mod nord til Landkreis Dingolfing-Landau og Landkreis Deggendorf.

## Geografi
Landkreisen ligger hovedsageligt i landskabet Inn-Isar-Hügelland (bakkeland) . Floden Rott løber gennem landkreisen fra vest mod øst, og deler den i to næsten lige store dele. Floden Inn danner grænsen til Østrig.

## Byer og kommuner
Kreisen havde 120659 indbyggere pr. 2018-12-31

| Byer 1. Pfarrkirchen (12677) 2. Eggenfelden (13736) 3. Simbach a.Inn (9923) Købstæder 1. Arnstorf (6978) 2. Bad Birnbach (5777) 3. Gangkofen (6432) 4. Massing (4047) 5. Tann (3971) 6. Triftern (5248) 7. Wurmannsquick (3563) Kommuner 1. Bayerbach (1695) 2. Dietersburg (3173) 3. Egglham (2376) 4. Ering (1787) 5. Falkenberg (3778) 6. Geratskirchen (860) 7. Hebertsfelden (3608) 8. Johanniskirchen (2521) 9. Julbach (2355) 10. Kirchdorf a.Inn (5354) 11. Malgersdorf (1252) 12. Mitterskirchen (2115) 13. Postmünster (2330) 14. Reut (1696) 15. Rimbach (923) 16. Roßbach (2944) 17. Schönau (1935) 18. Stubenberg (1377) 19. Unterdietfurt (2091) 20. Wittibreut (1974) 21. Zeilarn (2163) Verwaltungsgemeinschafte 1. Bad Birnbach (Markt Bad Birnbach og kommunen Bayerbach) 2. Ering (Kommunerne Ering og Stubenberg) 3. Falkenberg (Kommunerne Falkenberg, Malgersdorf og Rimbach) 4. Massing (Kommunerne Geratskirchen og Markt Massing) 5. Tann (Kommunerne Reut og Markt Tann) |